# Afgana
Afgana è una associazione di promozione sociale fondata nel 2016 che opera per sostenere la difesa dei diritti in Afghanistan. È erede della "Rete Afgana" creata nel 2007, rete informale della società civile italiana, costituita da ONG, associazioni per la pace e i diritti umani, sindacati, accademici e singoli cittadini.
Afgana è stata lanciata da tre organizzazioni della società civile (Arci, Lunaria, Lettera 22) il 26 marzo 2007, in un incontro a Roma cui hanno partecipato associazioni, accademici, giornalisti, esperti dell'area e membri del parlamento sulla base dell'appello Il percorso verso la pace e la giustizia in Afghanistan: riflessioni e proposte della società civile.
Il sito web della rete raccoglie contributi, notizie, commenti e ricerche dall'Afghanistan e sull'Afghanistan. Il suo obiettivo è tenere aggiornati i lettori sulla progressione del progetto per informarne l'opinione pubblica italiana ed europea.
La premessa essenziale sulla base di cui i membri di Afgana hanno deciso di collaborare è che il coinvolgimento diretto delle organizzazioni della società civile, che rappresentano la molteplicità della società afgana, è una priorità nella situazione attuale.
Centrale per Afgana è la piena partecipazione delle reti afgane al dibattito politico interno sul ruolo che la società civile può avere nel processo di ricostruzione del Paese. Una voce che deve essere ascoltata da tutte le istituzioni nazionali e internazionali.
Nel dicembre del 2011, Afgana, Tavola della pace e Rete Italiana per il Disarmo, hanno reso pubblica una campagna, detta "Iniziativa 30%",  che intende impegnare il parlamento italiano perché, a partire dall'inizio del ritiro del contingente militare dall'Afghanistan, per ogni euro risparmiato per le spese della missione, 30 cent vengano stanziati per interventi di cooperazione civile. In sostanza, una volta avviato il ritiro del contingente militare nel 2012, si chiede che venga destinato il 30% di quanto risparmiato nella spesa militare a investimenti di cooperazione civile e che le modalità di intervento e di spesa siano concordate in un forum tra il titolare dei fondi (il ministero degli Esteri e quello della Cooperazione) e la società civile italiana e afgana.
La proposta è stata rilanciata da un portavoce di Afgana nella preconferenza della società civile che si è tenuta a Tokyo alla vigilia del summit dei donatori del luglio 2012.
Nel 2013 Afgana ha promosso con Arcs, Oxfam, Next e Aidos attività di formazione per la società civile. Ha organizzato una mostra fotografica a Kabul del fotografo Romano Martinis. Ha condotto una ricerca dal titolo "Aspettando il 2014". Tutte questa attività sono state finanziate dalla Cooperazione italiana.
Nel 2013 la Cgil ha ritirato la sua adesione dalla rete.
I portavoce dell'iniziativa sono Lisa Clark (Beati i costruttori di pace) ed Emanuele Giordana (Associazione Lettera22). Nel 2011 la Rete ha ricevuto il premio per la pace "Tiziano Terzani". Nel luglio del 2012 "Afgana" è stata invitata a partecipare alla Conferenza sull'Afghanistan di Tokyo.
Figura tra i membri dell'European Network of NGOs in Afghanistan (ENNA).
Dal 2014 il sito non è più attivo. Alcuni dei fondatori della rete hanno ideato un'associazione (Afgana, Associazione di ricerca e sostegno alla società civile afgana) che raccoglie l'eredità di Afgana e ha come mandato gli stessi obiettivi della rete informale nata nel 2007. È stata costituita e registrata come Associazione di promozione sociale a Trento il 10 giugno 2016 da Paolo Affatato, Giuliano Battiston, Lisa Clark, Emanuele Giordana, Elisa Giunchi. Ha sede a Levico Terme in via Stazione 16.

## Cronologia
- 2007: nascita di "Afgana".
- 2010-11: costituzione di un Comitato di reti afgane, con la partecipazione di associazioni per i diritti, per lo sviluppo, per la pace, di centri culturali, di organizzazioni professionali (avvocati, giornalisti) e sindacati afgani.
- Febbraio 2011: convegno di studi: "Il ruolo delle società civili asiatiche nella ricostruzione e nella pacificazione". Università di Milano.
- Marzo 2011: conferenza nazionale a Kabul, con 150 partecipanti selezionati dalle reti afgane.
- Maggio 2011: conferenza internazionale a Roma. “Promuovere il dialogo e la pace in Afghanistan: Rafforzare la società civile”.
- Maggio 2011: una delegazione della società civile afgana viene ricevuta al Quirinale dal presidente G. Napolitano
- Maggio 2011: pubblicazione del rapporto realizzato nell'ambito del Progetto Afgana: “La società civile afgana. Uno sguardo dall'interno”[4], di Giuliano Battiston.
- Settembre 2011: ha organizzato la missione a Kabul della Tavola della pace, prima delegazione di pacifisti italiani a visitare l'Afghanistan.
- Dicembre 2011: insignita del Premio Terzani per la pace[5] / Lancia la Campagna "Iniziativa 30%".
- Luglio 2012: un portavoce di Afgana si reca al summit dei donatori di Tokyo all'interno della delegazione ufficiale dell'Italia.
- Agosto 2012: organizzazione e patrocinio della sezione corti afgani al Corto Film Festival di Portoferraio (Universo corto[6]), Isola d'Elba, dove ha vinto il regista di Herat Masoud Ziaee.
- 2013: Progetto finanziato dalla Dgcs in Afghanistan (Arcs, Cgil, Aidos) con una mostra del fotografo R. Martinis a Kabul e un convegno sulla società civile a Herat; produzione del saggio di G. Battiston Aspettando il 2014: la società civile afghana su pace, giustizia e riconciliazione, (Arcs, Roma, 2013).
- 2016: viene creata Afgana Associazione di promozione sociale per la ricerca e il sostegno alla società civile afgana.
- 2021 con l'Associazione 46mo Parallelo organizza "Afghanistan il futuro negato" a Trento il 14 dicembre
- 2021 inaugura al Muse di Trento il 14 dicembre la mostra di Giuliano Battiston "Afghana".